# Monte Verzegnis
Il Monte Verzegnis (o Pizzat - 1914 m s.l.m. ) è un gruppo montuoso delle Prealpi Carniche nelle Alpi Orientali, in Friuli-Venezia Giulia (Friuli - provincia di Udine).

## Caratteristiche
È composto da 5 cime: il Monte Rizzat (1441 m), il Monte Cormolina (1880 m), il Monte Lovinzola (1868 m), il Colle dei Larici (1779 m) ed il Monte Verzegnis (1914 m).

## Salita alla vetta
- Da Sella Chianzutan, ore 3. Seguendo il Sentiero CAI n.806 passando per il ricovero casera Val, una volta raggiunta la Forcella Cormolina si punta in direzione sud-ovest lasciando la traccia del sentiero 806 e si segue per intuizione l'aperta cresta del M.te Cormolina e del M.te Verzegnis.
- Da Preone, ore 4:30. Seguendo il Sentiero CAI n.804 fino alla Forchia Rizzàt, proseguendo per il Sentiero CAI n.807 a sinistra e 806 fino al bivio con il Sentiero CAI n.806 dove svoltando a destra si raggiunge la Forcella Cormolina, seguendo poi la cresta fino alla vetta.
- Dalla Valle di Preone, (St.li Piè della Valle) ore 3:30. Seguendo il Sentiero CAI n.807 fino al bivio con il Sentiero CAI n.806 dove svoltando a destra si raggiunge la Forcella Cormolina, seguendo poi la cresta fino alla vetta.
- Da Madonna del Ponte (Km 2.3 della rotabile da Villa Santina - Invillino) ore 4:30. Seguendo il Sentiero CAI n.806 fino alla Forcella Cormolina, seguendo poi la cresta fino alla vetta.

### Cartografia
- Tabacco, foglio 013 (1:25000)